# ぎゅっと
「ぎゅっと」は、ポニーキャニオンから2017年10月4日に発売されたSexy Zoneの14作目のシングル。

## 概要
- 前作「ROCK THA TOWN」から約7ヶ月ぶりのシングルとなる。

- 初回限定盤A・B、通常盤の3種類での発売となり、それぞれ収録曲・ジャケット写真ともに異なる。

- 表題曲は、メンバーの菊池風磨が出演している日本テレビ系シンドラ『吾輩の部屋である』の主題歌[4]。また、NHK「第68回NHK紅白歌合戦」で披露された[5]。

## 収録曲

### CD

#### 通常盤
1. ぎゅっと [3:41]
作詞：宮田航輔、菊池風磨、作曲：ひろせひろせ、編曲：CHOKKAKU
  - 菊池風磨主演 日本テレビドラマ「吾輩の部屋である」主題歌
2. Rainbow light [3:20]
作詞：MiNE、作詞：Komei Kobayashi、Stephan Elfgren、Kevin Charge、編曲：生田真心
3. アナタノセイデ [4:47]
作詞：竹縄航太、作曲：川口進、Adrian McKinnon、編曲：川口進
4. ぎゅっと Inst.
5. Rainbow light Inst.
6. アナタノセイデ Inst.

#### 初回限定盤A
1. ぎゅっと
2. 秘密のシェア [4:33]
作詞：タナカヒロキ、作曲：馬飼野康二、編曲：CHOKKAKU
3. 秘密のシェア Inst.

#### 初回限定盤B
1. ぎゅっと
2. HIT THE HEARTBEAT [4:56]
作詞・作曲：堂島孝平、編曲：生田真心
旧タイトル「Life is beating」。
3. HIT THE HEARTBEAT Inst.

### DVD

#### 初回限定盤A
1. 「ぎゅっと」Music Clip
2. 「ぎゅっと」Music Clip メイキングドキュメント映像（約72分収録）
3. ジャケット撮影メイキング映像（約12分収録）

#### 初回限定盤B
1. 「ぎゅっと」Music Clip 小学生と共同制作ver.×5班分（約11分収録）
2. サマパラお疲れさま企画!海に全員集合!（約59分収録）